# Epiphellia anneae
Epiphellia anneae is een zeeanemonensoort uit de familie Isophelliidae.
Epiphellia anneae is voor het eerst wetenschappelijk beschreven door Carlgren in 1950.